# Greifensee
Greifensee é uma comuna da Suíça, no Cantão Zurique, com cerca de 5.198 habitantes. Estende-se por uma área de 2,30 km², de densidade populacional de 2.260 hab/km². Confina com as seguintes comunas: Fällanden, Maur, Schwerzenbach, Uster, Volketswil.
A língua oficial nesta comuna é o Alemão.